# Brigitte Oertel
Brigitte Oertel (Braunweiler, 11 ottobre 1953) è un'ex schermitrice tedesca, vincitrice di una medaglia d'argento ai campionati mondiali di scherma.